# Le Vast
Le Vast – miejscowość i gmina we Francji, w regionie Normandia, w departamencie Manche.
Według danych na rok 1990 gminę zamieszkiwały 294 osoby, a gęstość zaludnienia wynosiła 23 osoby/km² (wśród 1815 gmin Dolnej Normandii Vast plasuje się na 601. miejscu pod względem liczby ludności, natomiast pod względem powierzchni na miejscu 337.).